# Adranum
Adranum, dziś Adrano – starożytne miasto na wyspie Sycylia w pobliżu wulkanu Etna. Zostało założone około roku 400 p.n.e. przez tyrana Syrakuz Dionizjosa. Nazwa miasta nadana została na cześć boga Adranusa,  czczonego na Sycylii przez plemię Sykulów.
Na prośbę mieszkańców Syrakuz, którzy nie chcieli przemocy i tyranii syna Dionizjosa, Dionizjosa II, w roku 346 p.n.e. wezwany został na pomoc innego tyrana z miasta Leontinoj Hiketasa. Hiketas razem z Kartagińczykami, pokonał Dionizjusza wypierając go na wyspę Ortygię (jedna z dzielnic miasta Syrakuzy). Mieszkańcy miasta, gdy spostrzegli, że Hiketas chce zawładnąć miasto zwrócili się do wodza korynckiego Timeleona, który w roku 344 p.n.e. pokonał Hiketasa.